# Luna 25
La sonda Luna 25, nota inizialmente come Luna-Glob lander 1, è stata la prima missione spaziale del programma di esplorazione lunare russo denominato Luna-Glob, concepito come continuazione del programma Luna degli anni '70, dell'Unione Sovietica. Era anche la quarta missione russo/sovietica a dover raccogliere e analizzare campioni di suolo lunare (le prime tre erano state la Luna 16, Luna 20 e, infine, l'ultima del programma, Luna 24).
Lo scopo di questo progetto era di lanciare una sonda automatica la cui parte orbitale avrebbe dovuto svolgere ricerche a distanza e selezionare siti adatti per la successiva discesa dei veicoli, mentre il lander doveva esplorare la superficie nella regione del Polo Sud, compresa una perforazione di due metri per la ricerca  dell'acqua.
Il 19 agosto 2023 alle 11:57 UTC, il lander si è schiantato sulla superficie lunare dopo una manovra orbitale fallita. Prima dell'incidente erano stati spesi almeno 12,5 miliardi di rubli (oltre 130 milioni di dollari) per questa missione.

## Svolgimento della missione
I piani di missione iniziali prevedevano un lander e un orbiter. Nella sua forma attuale, Luna 25 è solo un lander, con la missione primaria di mettere alla prova la tecnologia di atterraggio. La missione trasportava 30 kg di strumenti scientifici, tra cui un braccio robotico per il prelievi campioni dal suolo e possibile hardware di perforazione.

## Obiettivi
La missione primaria di Luna 25 non era lo studio scientifico della Luna, ma soprattutto la dimostrazione tecnologica di un allunaggio, e di vari altri elementi che potevano essere riutilizzati in future missioni come quelle successive del programma Luna-Glob. Pertanto, gli obiettivi puramente scientifici ricoprivano un ruolo secondario. Gli obiettivi tecnologici della missione erano:
- Arrivo in orbita lunare; (successo)
- Validazione della tecnica di allunaggio morbido; (fallito)
- Test di comunicazione tra le regioni polari della Luna e la Terra; (fallito)
- Validazione del sistema di protezione termica del lander; (fallito)
- Test sul funzionamento del braccio telecomandato per l'analisi della regolite lunare. (fallito)

I principali obiettivi puramente scientifici della missione erano invece i seguenti:
- Determinare le proprietà termiche e meccaniche della regolite nelle regioni polari;
- Misurare le caratteristiche della regolite polare nell'infrarosso;
- Eseguire misure di spettroscopia laser della regolite polare;
- Determinare il contenuto d'acqua e la proporzione di elementi chimici presenti nella regolite polare vicino alla superficie;
- Determinare le caratteristiche del plasma e dell'esosfera neutra ai poli lunari;
- Misurare la presenza di polvere ai poli;
- Misurare le variazioni termiche della regolite ai poli.

## Caratteristiche tecniche
Luna 25 pesava 1.750 kg inclusi 975 kg di propellente. Era divisa in due parti: quella inferiore comprendeva l'unità di propulsione, il braccio manipolatore e alcune antenne, mentre la parte superiore ospitava i sistemi di bordo e gli strumenti scientifici.

### Alimentazione
Luna 25 era dotata di pannelli solari e di un generatore termoelettrico a radioisotopi (RTG). L'accumulatore agli ioni di litio doveva garantire 529 watt di potenza in condizioni ottimali. I pannelli fotovoltaici erano relativamente grandi rispetto alla sonda poiché essa doveva atterrare nei pressi del polo sud, dove l'altezza del Sole sopra l'orizzonte può arrivare al massimo a 15-16°. I pannelli erano in tutto cinque, di cui uno doveva essere dispiegato soltanto dopo l'allunaggio della sonda.
Il generatore a radioisotopi poteva funzionare in aggiunta ai pannelli solari, oppure da solo durante le notti lunari, con il compito di mantenere stabile la temperatura della sonda e fornire energia all'orologio di bordo, che avrebbe dovuto riattivare la sonda e la sua strumentazione dopo l'inizio di un nuovo giorno lunare.

### Strumentazione
La missione Luna 25 aveva diverse strumentazioni utili per la ricerca sulla Luna:
- ADRON-LR: strumento per l'analisi di neutroni attivi e raggi gamma sulla regolite, con una massa di 6,7 kg e in grado di rilevare il diverso contenuto di idrogeno nel terreno lunare per la valutazione sul contenuto d'acqua presente nel suolo.
- ARIES-L: misurazione del plasma nell'esosfera, utilizzabile nella prima parte della missione con una massa di 4,6 kg
- LASMA-LR: spettrometro di massa laser di 2,7 kg per analisi di campioni
- LIS-TV-RPM: spettrometria infrarossa di minerali e micrometeoriti sulla superficie lunare per un peso complessivo di 2 kg
- THERMO-L, misura delle proprietà termiche della regolite, peso complessivo di 1,2 kg
- STS-L, foto panoramiche e locali, compreso di braccio robotico in grado di muovere la fotocamera e riprendere video ad alta definizione per un peso complessivo di 4,6 kg
- Retroriflettore laser: librazione lunare ed esperimenti di distanza per un peso di 1 kg
- BUNI: supporto ai dati sull'energia e la scienza di 2,3 kg

## Svolgimento della missione

### Lancio e parametri orbitali

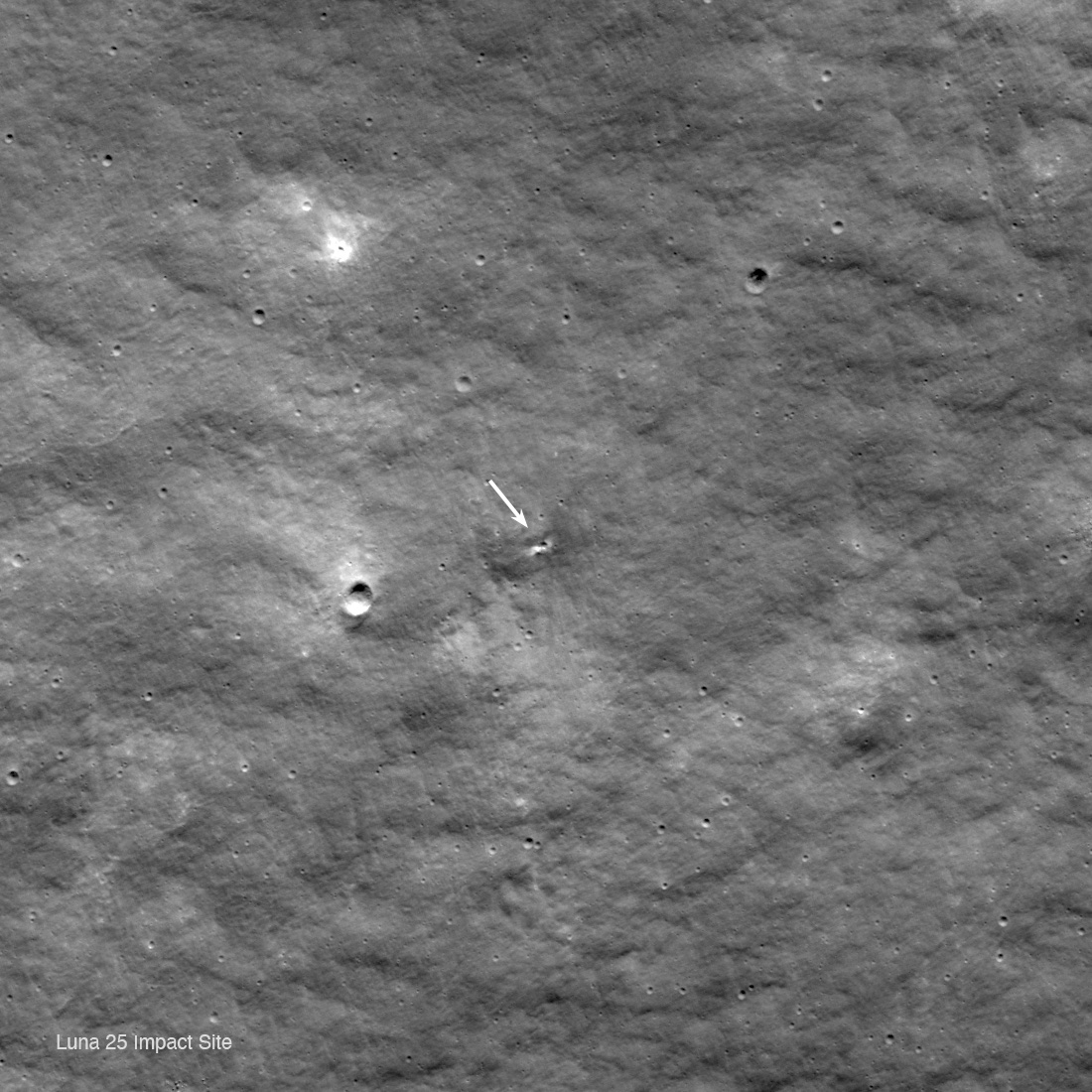
Il luogo dell'impatto di Luna 25, fotografato il 26 agosto 2023 dal Lunar Reconnaissance Orbiter della NASA.

Come da programma di volo, il lancio è stato effettuato il 10 agosto 2023 alle 23:10 UTC (8:10 ora locale), dalla piattaforma di lancio 1C del Cosmodromo di Bajkonur, usando come booster un razzo Fregat Soyuz-2. Come da programma, il lanciatore ha portato la sonda spaziale in orbita terrestre bassa a un'altezza di circa 200 km. Dopo un'ora, lo stadio superiore Fregat si è acceso due volte per portare la sonda su una traiettoria di trasferimento verso la Luna che è avvenuta attraverso una manovra biellittica bitangente. Durante il tragitto dalla Terra alla Luna, della durata tra i 4,5 e i 5,5 giorni, sono programmate due correzioni di traiettoria: il primo, a una distanza di 230.000 chilometri dalla Terra, e richiede il funzionamento della propulsione della sonda spaziale per 20-30 secondi. Una seconda correzione della traiettoria, effettuata circa un giorno prima dell'avvicinamento alla Luna, porta la sonda a entrare in un'orbita polare circolare di 100 chilometri utilizzando la propulsione principale per ridurre la sua velocità. Dopo tre giorni, durante i quali doveva essere prescelto il luogo per l'atterraggio, il perigeo viene abbassato a un'altitudine di 12 chilometri sopra la zona di atterraggio. La velocità viene ridotta utilizzando la propulsione per iniziare l'allunaggio, che era previsto avvenire a una velocità compresa tra 1,5 m/s e 3 m/s.

### Fine della missione
La missione si è conclusa con un insuccesso il 19 agosto 2023 alle ore 11:57 UTC, come da comunicato ufficiale dalla Roscosmos. Durante la manovra di inserimento in orbita lunare, la sonda ha avuto una riduzione troppo accentuata dell'orbita a causa di un impulso prolungato più del previsto, circostanza che l'ha portata allo schianto sulla superficie lunare. In particolare, la sonda è precipitata nel cratere denominato Pontecoulant G. L'emisfero sud presenta un terreno lunare più complesso. Di conseguenza l'accensione per troppo tempo dei propulsori ha determinato lo schianto al suolo.